# Meioneta palustris
Meioneta palustris là một loài nhện trong họ Linyphiidae.
Loài này thuộc chi Meioneta. Meioneta palustris được miêu tả năm 1995 bởi Li & Zhu.